# Espectacle

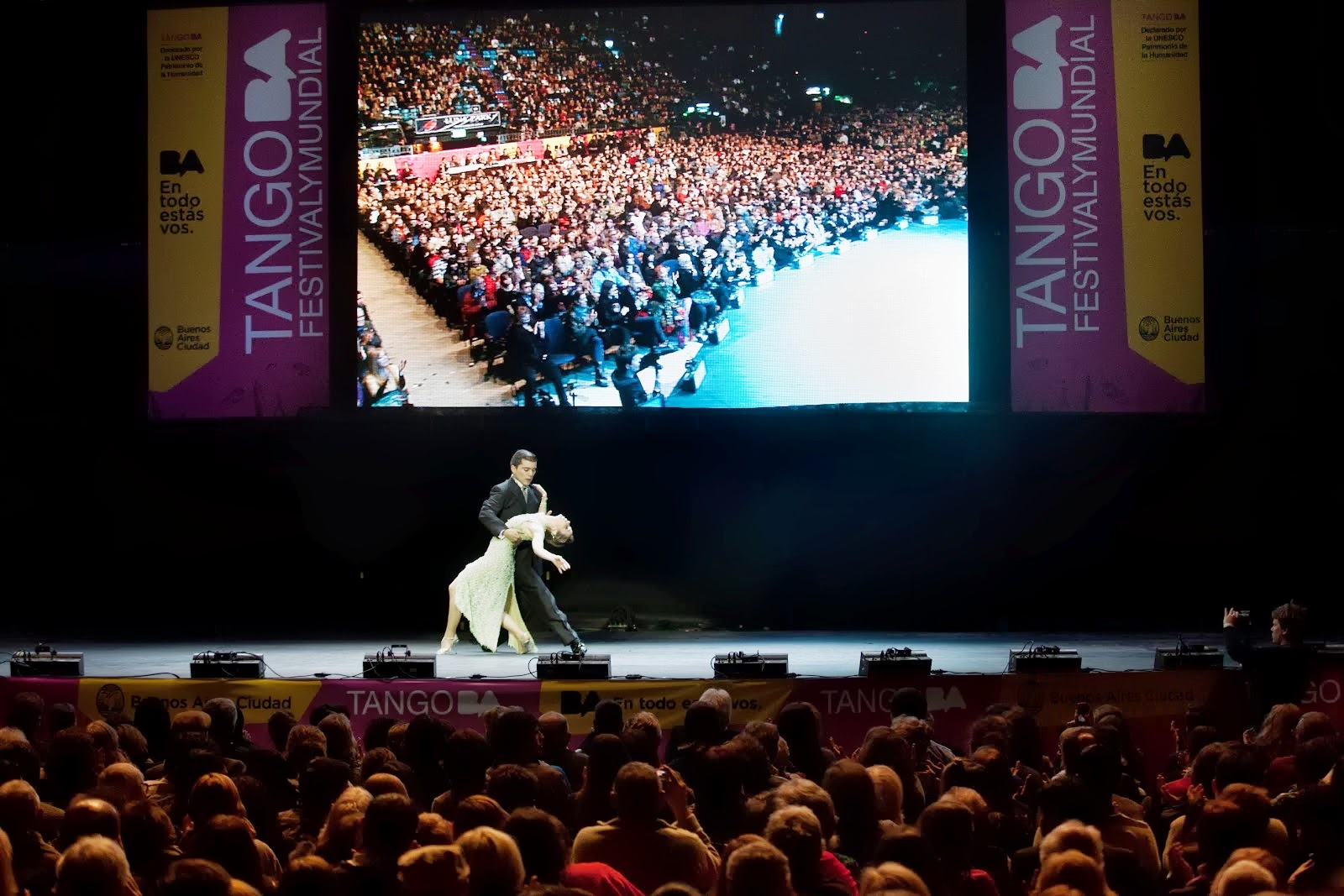
Espectacle

Un espectacle és una manifestació pública que s'ofereix a la vista, especialment com una cosa digna d'atenció.
Els espectacles poden ser obres d'art dramàtic; incloent l'art popular –diables, castells, trabucaires, el carnaval, etc.–, performances o accions artístiques, dansa, teatre, circ (acrobàcia, clown, màgia, etc.) òpera, revista, cabaret, concerts i molts altres gèneres; espectacles audiovisuals en diferit, que separa el públic de la feina dels intèrprets i registrat, com típicament les produccions de cinema i televisió; i es poden fer espectacles de diferents esdeveniments com ara una desfilada militar, una entrega de premis, un joc, un esport, una execució pública o la tauromàquia.
També s'utilitza el terme per a referir-se a les activitats professionals relacionades amb aquesta diversió, o per extensió a alguna acció o esdeveniment espectacular o de gran estranyesa.

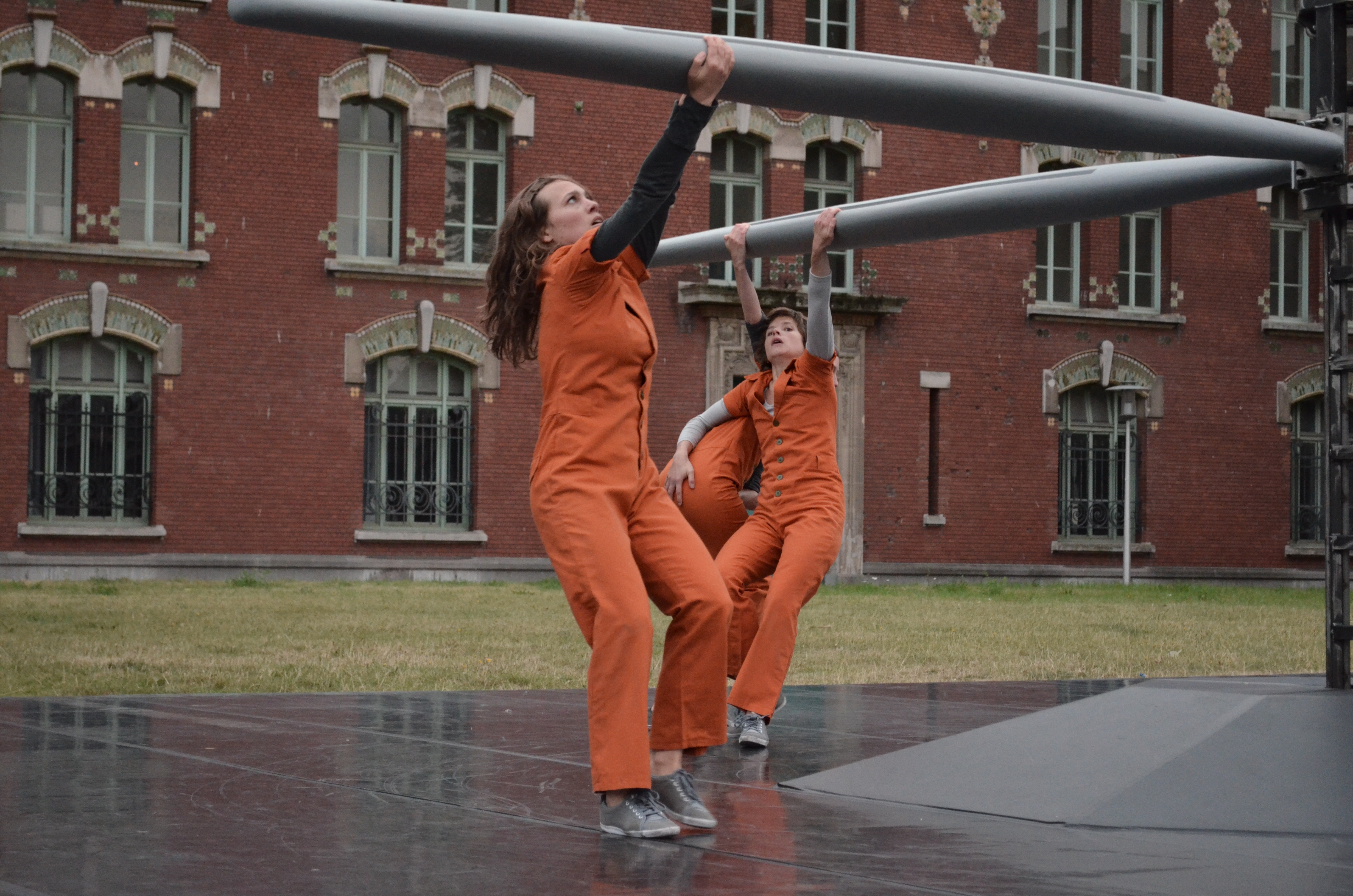
Espectacle dramàtic, any 2013

A les arts escèniques, l'espectacle dramàtic és l'objecte creatiu central del procés de comunicació dramàtica. Consisteix a una presentació devant d'un auditori d'una ficció, executada per uns intèrprets, que aporten el seu propi cos (i a través d'ell la veu, el gest i el moviment), i en el cas general també un conjunt heterogeni d'elements escènics, incloent la il·luminació, el so (que pot ser música, veu en off i altres efectes sonors diversos), les projeccions, l'escenografia, els objecte]s accessoris, el vestuari, la perruqueria, el maquillatge i les màscares. De tots aquests elements, els únics obligatoris són almenys un intèrpret i almenys un espectador.